# Valentín Gutiérrez de Miguel
Valentín Gutiérrez de Miguel (Jaén, 1891 - Madrid, 1975) fue un periodista y militar español.

## Biografía
Nacido en Jaén en 1891, desde temprana edad se dedicó al periodismo. Trabajó como redactor para el diario La Voz de Madrid desde 1918, ingresando también en la Asociación de la Prensa de Madrid en ese mismo año. Posteriormente trabajaría para El Sol y El Socialista. Ingresó en la Agrupación Socialista de Madrid en 1932.
Tras el estallido de la Guerra civil ingresó en el Ejército Popular, y llegaría a ser comandante de la 112.ª Brigada Mixta, y, posteriormente, de la 65.ª División. Al frente de su unidad tuvo un papel importante durante los primeros momentos del Golpe de Casado, en marzo de 1939. Poco después fue nombrado comandante del IX Cuerpo de Ejército, que cubría el frente de Andalucía. Tras el final de la contienda fue detenido, juzgado y condenado a muerte.
Finalmente, tras permanecer largos meses en prisión, fue indultado y tiempo después saldría en libertad condicional. Falleció en Madrid en 1975.

## Obras
- —— (1930). La revolución argentina: relato de un testigo presencial.[9] Madrid: CIAP.